# Konanakere, Gubbi
Konanakere là một làng thuộc tehsil Gubbi, huyện Tumkur, bang Karnataka, Ấn Độ.